# Oscar 2000
Cea de-a 72-a ediție a Premiilor Academiei Americane de Film a avut loc pe 26 martie 2000 la Los Angeles Shrine Auditorium. Gazda show-lui a fost actorul Billy Crystal.

## Cel mai bun film
- American Beauty
- The Cider House Rules
- The Green Mile
- The Insider
- The Sixth Sense

## Cel mai bun regizor
- Sam Mendes - American Beauty
- Lasse Hallström - The Cider House Rules
- Spike Jonze - Being John Malkovich
- Michael Mann - The Insider
- M. Night Shyamalan - The Sixth Sense

## Cel mai bun actor
- Kevin Spacey - American Beauty
- Russell Crowe - The Insider
- Richard Farnsworth - The Straight Story
- Sean Penn - Sweet and Lowdown
- Denzel Washington - The Hurricane

## Cea mai bună actriță
- Hilary Swank - Boys Don't Cry
- Annette Bening - American Beauty
- Janet McTeer - Tumbleweeds
- Julianne Moore - The End of the Affair
- Meryl Streep - Music of the Heart

## Cel mai bun actor în rol secundar
- Michael Caine - The Cider House Rules
- Tom Cruise - Magnolia
- Michael Clarke Duncan - The Green Mile
- Jude Law - The Talented Mr. Ripley
- Haley Joel Osment - The Sixth Sense

## Cea mai bună actriță în rol secundar
- Angelina Jolie - Girl, Interrupted
- Toni Collette - The Sixth Sense
- Catherine Keener - Being John Malkovich
- Samantha Morton - Sweet and Lowdown
- Chloë Sevigny - Boys Don't Cry

## Cel mai bun film străin
- All About My Mother (Spania)
- East/West (Franța)
- Himalaya (Nepal)
- Solomon and Gaenor (Marea Britanie)
- Under the Sun (Suedia)

## Cel mai bun scenariu adaptat
- The Cider House Rules - John Irving
- Election - Alexander Payne și Jim Taylor, bazat pe romanul lui Tom Perrotta
- The Green Mile - Frank Darabont, bazat pe romanul lui Stephen King
- The Insider - Eric Roth și Michael Mann, bazat pe un articol semnat Marie Brenner
- The Talented Mr. Ripley - Anthony Minghella, bazat pe romanul lui  Patricia Highsmith

## Cel mai bun scenariu original
- American Beauty - Alan Ball
- Being John Malkovich - Charlie Kaufman
- Magnolia - Paul Thomas Anderson
- The Sixth Sense - M. Night Shyamalan
- Topsy-Turvy - Mike Leigh